# 雪梨博物館

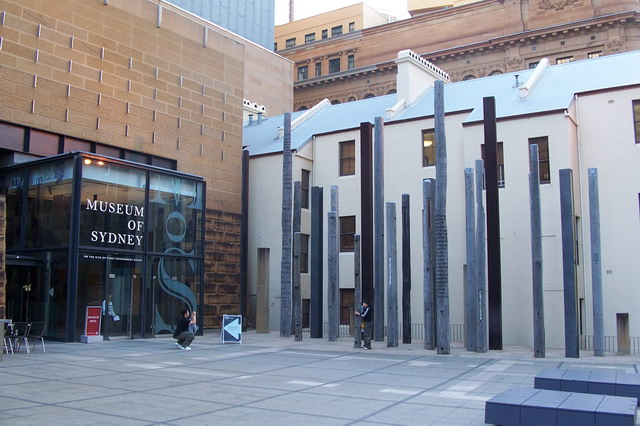
雪梨博物館正門，及象徵原著民的抽象雕塑。

雪梨博物館（英語：Museum of Sydney）是一座位于澳大利亞雪梨的博物館，於1995年建立。館內主要介紹雪梨城市史、澳大利亞古代時期和早期殖民史。
館址位在一處重要的歷史遺址上，其歷史地層非常多，如1788年殖民時期建成的第一座總督府。此地也是雪梨原住民最早與英國殖民者接觸的地方。總督府在1846年拆除，之後發展為居住區和商業區。直到1983年，根據規定，在開發重建前進行考古發掘時，第一座總督府的遺址才又被發掘。鑒于發現的考古遺存具有歷史意義，澳大利亞歷史建築基金會決定在遺址上建立一個介紹雪梨歷史的博物館，著重在殖民前的本地史與殖民史。